# Comté de Grant (Indiana)
Pour les articles homonymes, voir Comté de Grant.
Le comté de Grant (anglais : Grant County) est un comté de l'État de l'Indiana, aux États-Unis. Il comptait 70 061 habitants en 2010. Son siège est Marion.